# Il diario segreto di Valentina
Il diario segreto di Valentina è un libro scritto da Angelo Petrosino, un famoso scrittore per bambini e con le illustrazioni di Sara Not.

## Trama
Valentina è una ragazza che vive avventure molto particolari e divertenti insieme al fratello Luca, la sorella adottiva Irene e il piccolo Bruno, senza dimenticare Ottilia la sua migliore amica, Tazio, il fidanzatino Gianni e altri suoi amici incontrati nella nuova scuola. 